# Маскарад (фильм-балет, 1985)
«Маскара́д» — фильм-балет, поставленный кинорежиссёром Феликсом Слидовкером и режиссёрами-балетмейстерами Натальей Рыженко и Виктором Смирновым-Головановым в 1985 году на творческом объединении «Экран» (СССР). Экранизация одноимённого балета на музыку Арама Хачатуряна.
Лауреат главного приза фестиваля телевизионных фильмов «Злата Прага».

## История
Премьера балета «Маскарад», основанного на сюжете одноимённой драмы Михаила Лермонтова, состоялась 4 апреля 1982 года в Одесском государственном театре оперы и балета. Для партитуры спектакля композитор Эдгар Оганесян использовал музыку своего учителя Арама Хачатуряна. Балет был поставлен в традициях советской хореодрамы, хореография построена на смешении классических балетных движений и современного (для СССР того времени) танца.
В 1985 году на основе спектакля был снят фильм-балет, удостоенный главного приза на Международном конкурсе телевизионных фильмов «Злата Прага».

## В ролях
- Никита Долгушин — Арбенин[2]
- Светлана Смирнова — Нина
- Сергей Баранов — князь Звездич
- Наталья Барышева — баронесса Штраль
- Александр Коренёк — Шприх
- Рафаэль Авникян — Неизвестный
- В эпизодах — артисты Одесского театра оперы и балета

## Музыканты
- Хор и оркестр Ереванского театра оперы и балета им. А. Спендиарова
- Дирижёр А. Тер-Восканян

## Съёмочная группа
- Режиссёр: Феликс Слидовкер
- Балетмейстеры-постановщики: Наталья Рыженко, Виктор Смирнов-Голованов
- Либретто: Лидия Вильвовская, Михаил Долгополов, Наталья Рыженко, Виктор Смирнов-Голованов
- Музыкальная композиция и редакция: Эдгар Оганесян
- Оператор: Георгий Рерберг
- Художник: Илья Глазунов
- Художник по костюмам: Нина Виноградова-Бенуа

## Технические данные
- Обычный формат
- Цветное изображение
- Продолжительность: 64 мин.
- Производство: Творческое объединение «Экран», «Союзтелефильм»